# Giannino Pieralisi Volley 2002-2003
Questa voce raccoglie le informazioni riguardanti il Giannino Pieralisi Volley nelle competizioni ufficiali della stagione 2002-2003.

## Organigramma societario
Area direttiva
- Presidente: Gennaro Pieralisi

Area tecnica
- Allenatore: Atans Malinov
- Allenatore in seconda: Gabriele Vasconi

Area sanitaria
- Medico: Daniele Lenti
- Fisioterapista: Gianni Serrani

## Rosa
| N° | Nome                    | Ruolo | Data di nascita  | Nazionalità sportiva |
| -- | ----------------------- | ----- | ---------------- | -------------------- |
| 1  | Prikeba Phipps          | S     | 30 giugno 1969   | Stati Uniti          |
| 2  | Ilijana Petkova         | C     | 10 novembre 1979 | Bulgaria             |
| 3  | Elisa Togut             | O     | 14 maggio 1978   | Italia               |
| 4  | Manuela Leggeri         | C     | 9 maggio 1976    | Italia               |
| 5  | Alexandra Milosavlyević | P     | 24 aprile 1979   | Serbia e Montenegro  |
| 7  | Micaela Vogel           | C     | 12 gennaio 1984  | Argentina            |
| 8  | Carolina Costagrande    | S     | 15 ottobre 1980  | Argentina            |
| 9  | Marcela Ritschelová     | C     | 9 ottobre 1972   | Rep. Ceca            |
| 12 | Evelyn Marinelli        | L     | 20 luglio 1974   | Italia               |
| 14 | Eleonora Lo Bianco      | P     | 22 dicembre 1979 | Italia               |
| 15 | Sylvia Roll             | S     | 29 maggio 1974   | Germania             |